# 里姆冰川
77°13′S 160°25′E / 77.217°S 160.417°E
里姆冰川（英語：Rim Glacier），是南極洲的冰川，位於維多利亞地的斯科特海岸，長10公里、寬2公里，最終注入麥基冰川，該冰川現時由南極條約體系管理。